# Baudroie commune
Lophius piscatorius
Pour les articles homonymes, voir Baudroie et Lotte.
Espèce
Répartition géographique
Statut de conservation UICN

 LC  : Préoccupation mineure
La baudroie commune (Lophius piscatorius), nommée aussi lotte ou baudroie, est un poisson marin qui vit le long des côtes d'Europe. On la trouve fréquemment sur les côtes de Provence.
La dénomination commerciale de la lotte est ambiguë, car elle désigne par ailleurs un poisson d'eau douce, la lotte de rivière.

## Noms vernaculaires
Acceptions anciennes
D'après Émile Littré, l'auteur du Dictionnaire de la Langue Française, la baudroie est définie ainsi :
« Un des noms vulgaires de la lophie pêcheuse, poisson des côtes de France. Nom donné aussi par quelques auteurs au genre lophie ».
Dans un texte cité par Du Cange, au mot baudroy, on trouve : « poisson nommé par les Italiens martin-pêcheur, diable de mer, par les Marseillais baudroy, à cause de la grande ouverture de sa bouche, semblable à une bourse dite dans le pays baudrier. Baudroy et par corruption baudroie est donc l'ancien français baudrei ou baudroi, signifiant baudrier. »
Acceptions actuelles
- Baudroie commune
- Baudroie (ou lotte) blanche[2]
- Boultous
- Crapaud-pêcheur[3]
- Diable de mer
- Marache
- Marimorgan
- Saillot

## Systématique
L'espèce Lophius piscatorius a été décrite par le naturaliste suédois Carl Von Linné en 1758.

## Description
Sa tête énorme la fait ressembler à un crapaud. Sa peau est totalement lisse et ne possède pas d'écaille. Son corps est oblong et presque cylindrique. Le dos est brun-jaune ou vert avec des marbrures sombres. Les flancs sont clairs et le ventre est blanc. À vingt ans, elle peut atteindre 2 mètres pour un poids de 45 kg. Cependant les spécimens de plus de 50 à 60 cm sont rares. Attention à ne pas la confondre avec la baudroie abyssale qui elle fait 20 cm pour les femelles et 3 à 5 cm pour les mâles.

### La tête
Sur la tête de la baudroie commune aux dimensions disproportionnées par rapport au reste du corps, les yeux sont situés haut et très en arrière de l’articulation du filament pêcheur et du second rayon libre de la première nageoire dorsale.
Comme tous les poissons, la baudroie commune a des yeux sans paupières. Ses arcades orbitaires sont hypertrophiées. De la tête de la baudroie commune sont extraites les joues à des fins culinaires.

### La gueule et la denture
La gueule de la baudroie commune est impressionnante, du fait de sa denture : les dents de la baudroie, des canines, sont pointues et aigües comme des stylets. Elles sont orientées vers l’arrière de la bouche afin d’interdire toute fuite de la proie happée (souvent des petits poissons) et de déglutir. De chaque côté de la mâchoire inférieure, on distingue un seul rang de dents sur une certaine longueur. Puis on observe une seconde rangée de dents plus longues et très pointues. La mâchoire supérieure comprend trois rangs de dents aigües. Les baudroies âgées ont certaines dents usées ou cassées. La denture de la baudroie sert uniquement à retenir les proies. Les dents ne sont pas utilisées pour broyer. La baudroie possède également des dents au fond de sa cavité buccale. Elles sont moins longues mais tout aussi pointues. La mâchoire inférieure est fixe. C’est la mâchoire supérieure qui s’ouvre vers le haut. Une fois morte, la gueule de certaines baudroies s’ouvre totalement et c’est dans cette position que la baudroie (commune) apparaît la plus impressionnante.

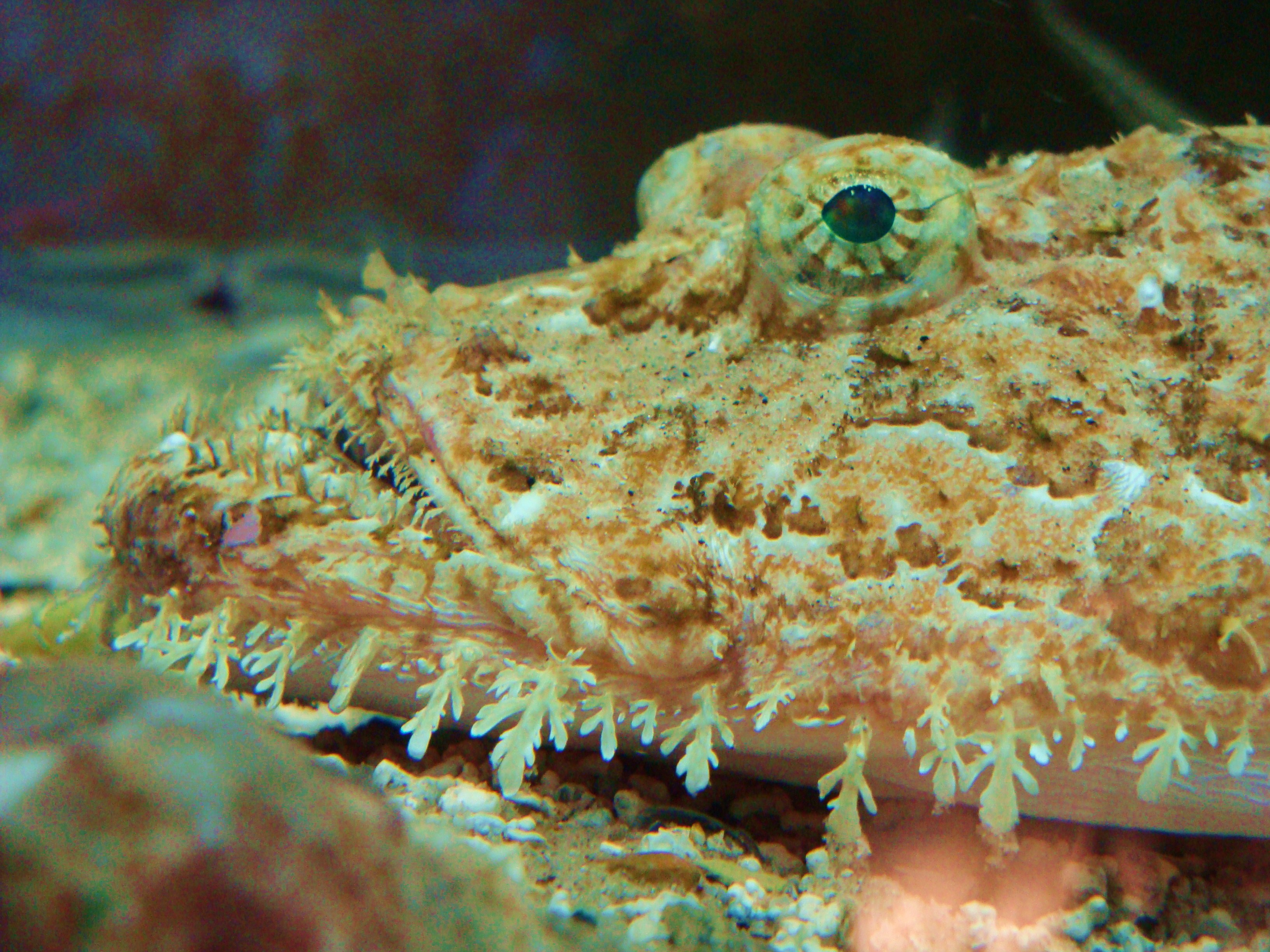
Tête
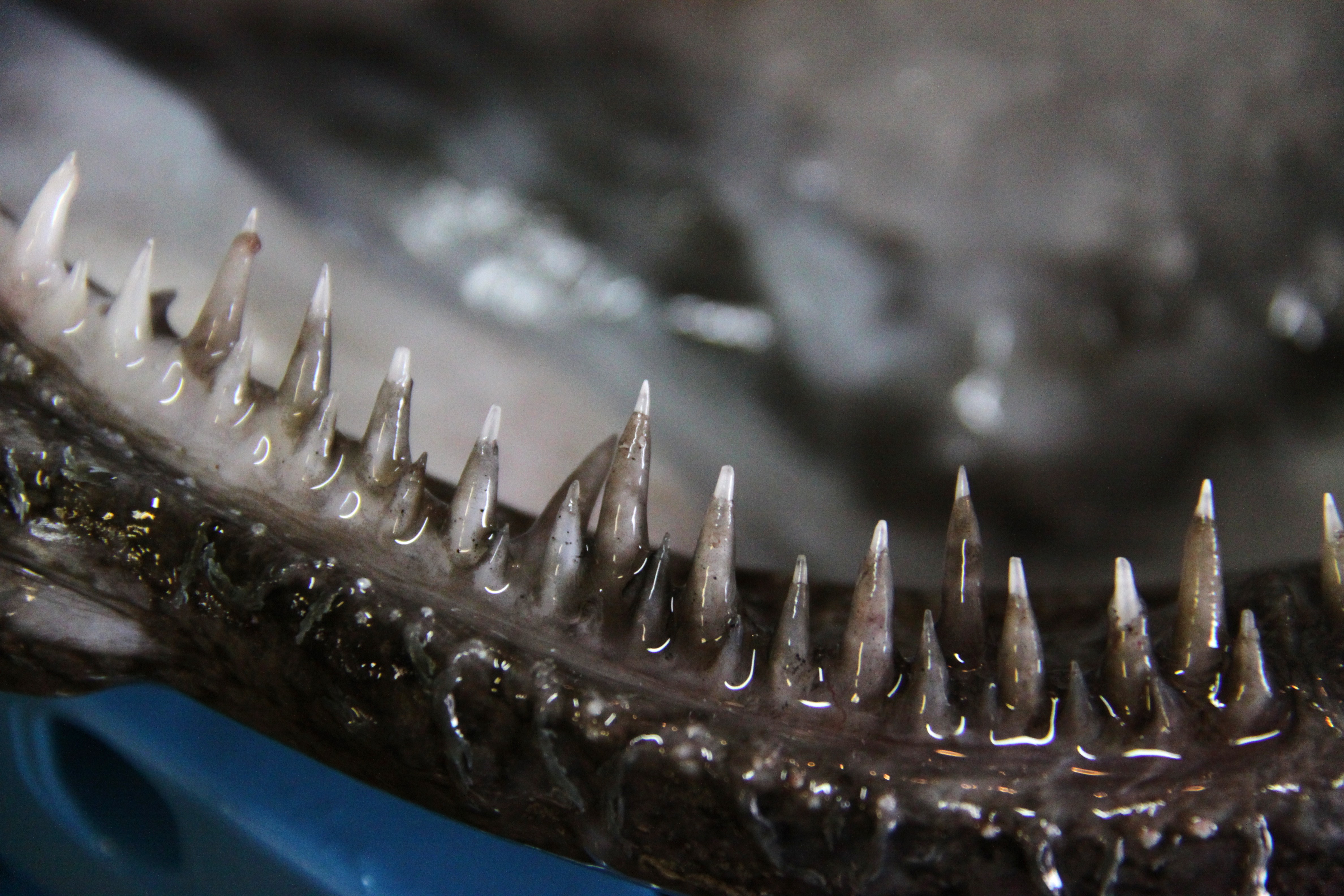
Denture de la gueule - 1
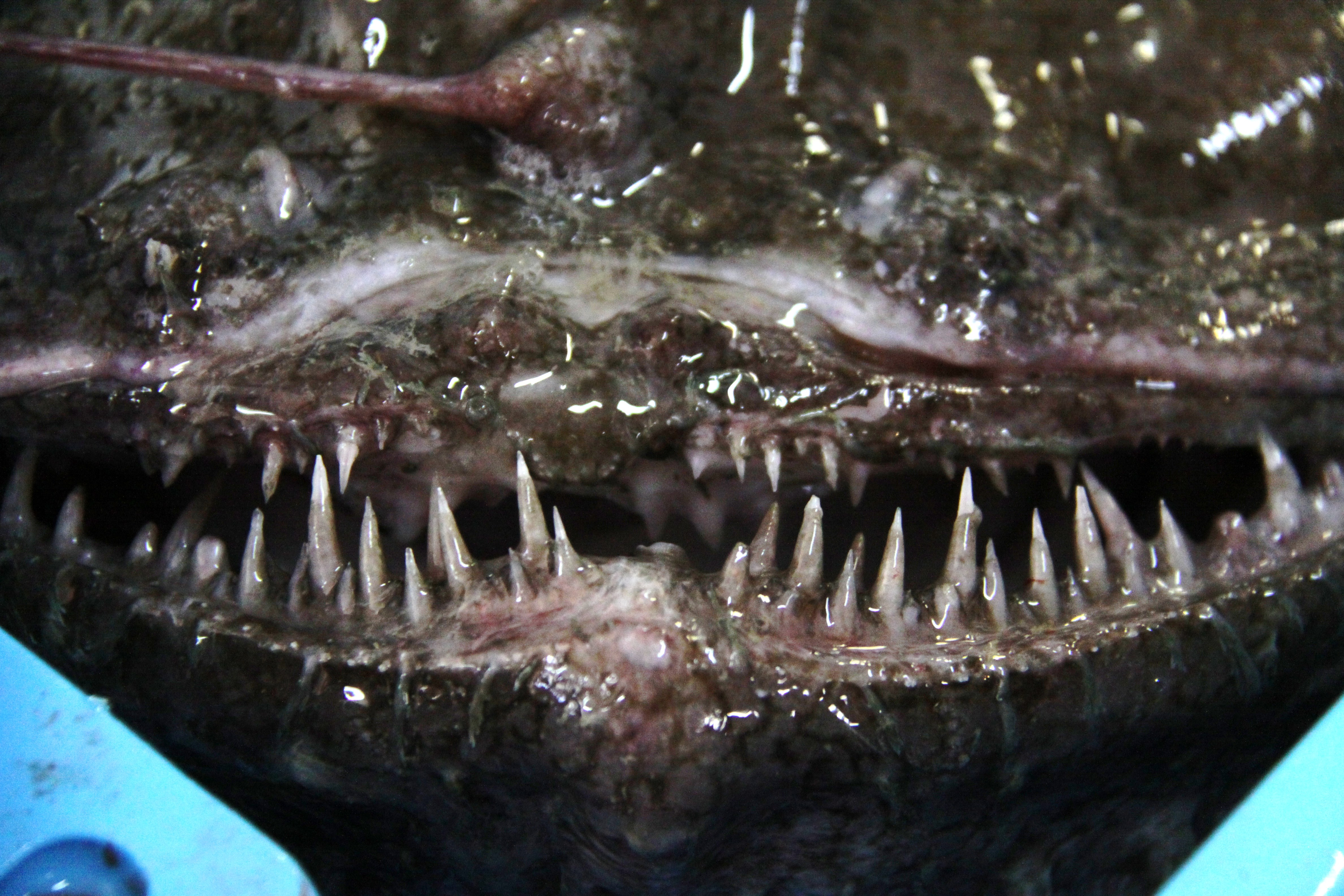
-------------------  2
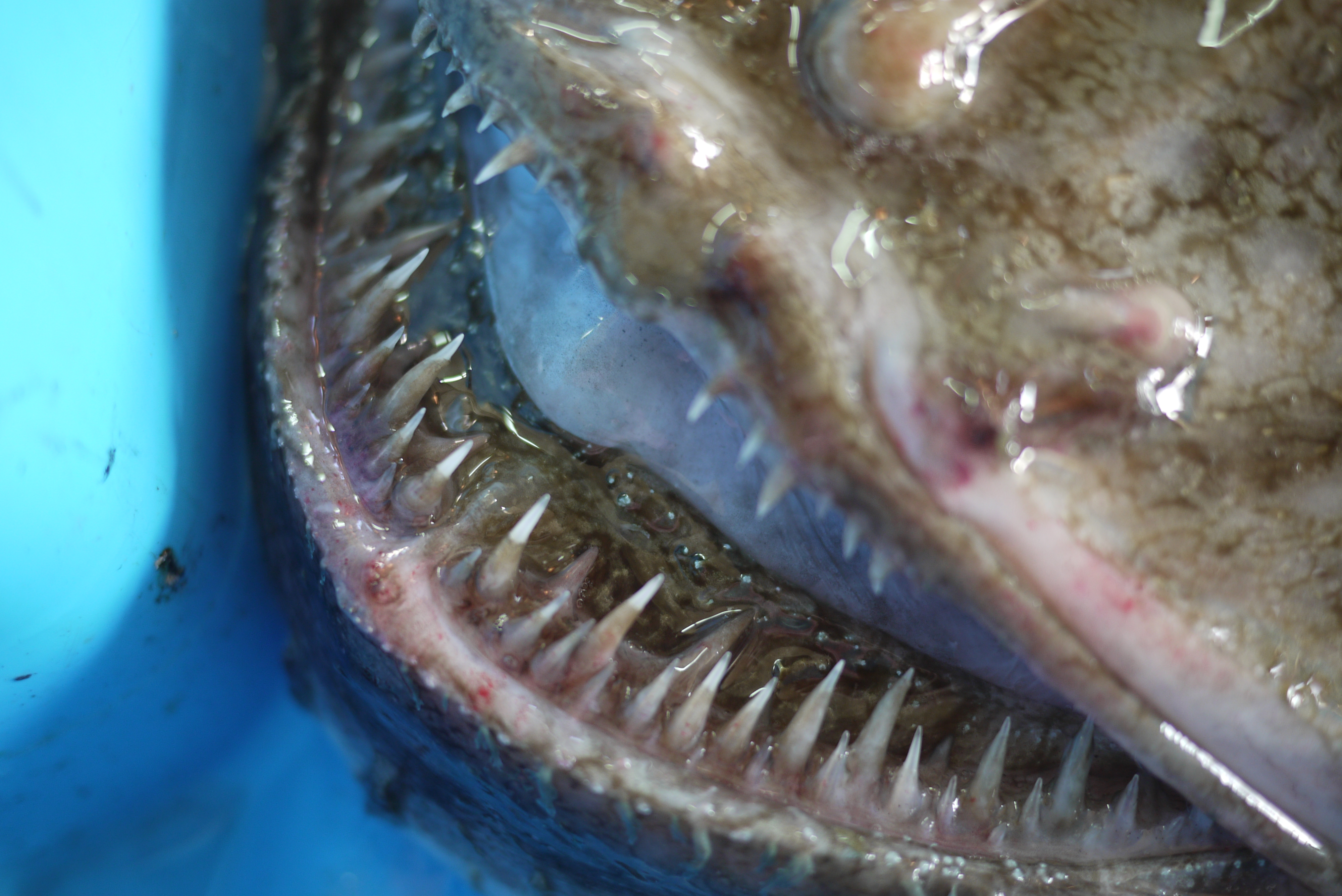
-------------------  3
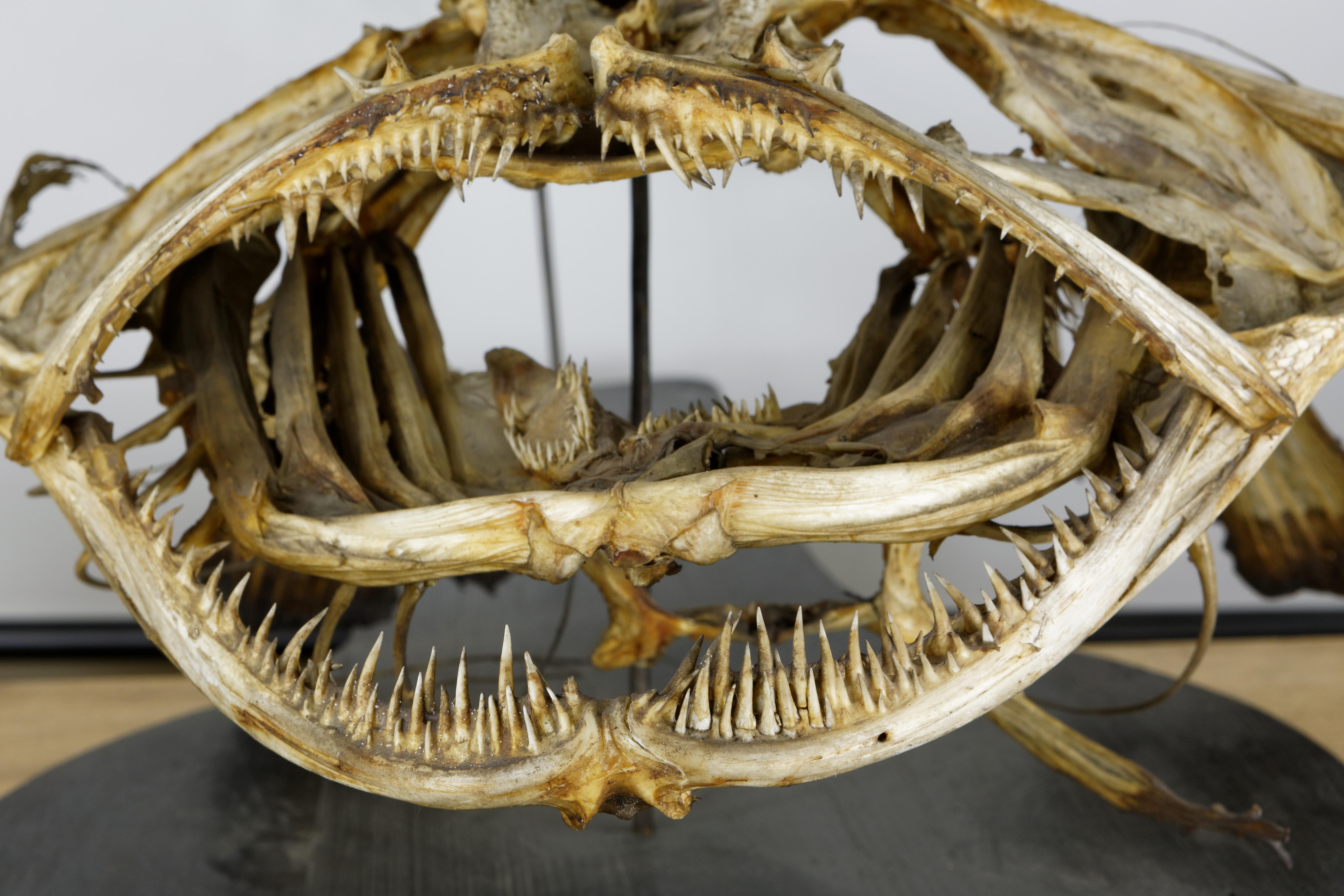
Denture de la gueule, Double rangée de dents - UPMC
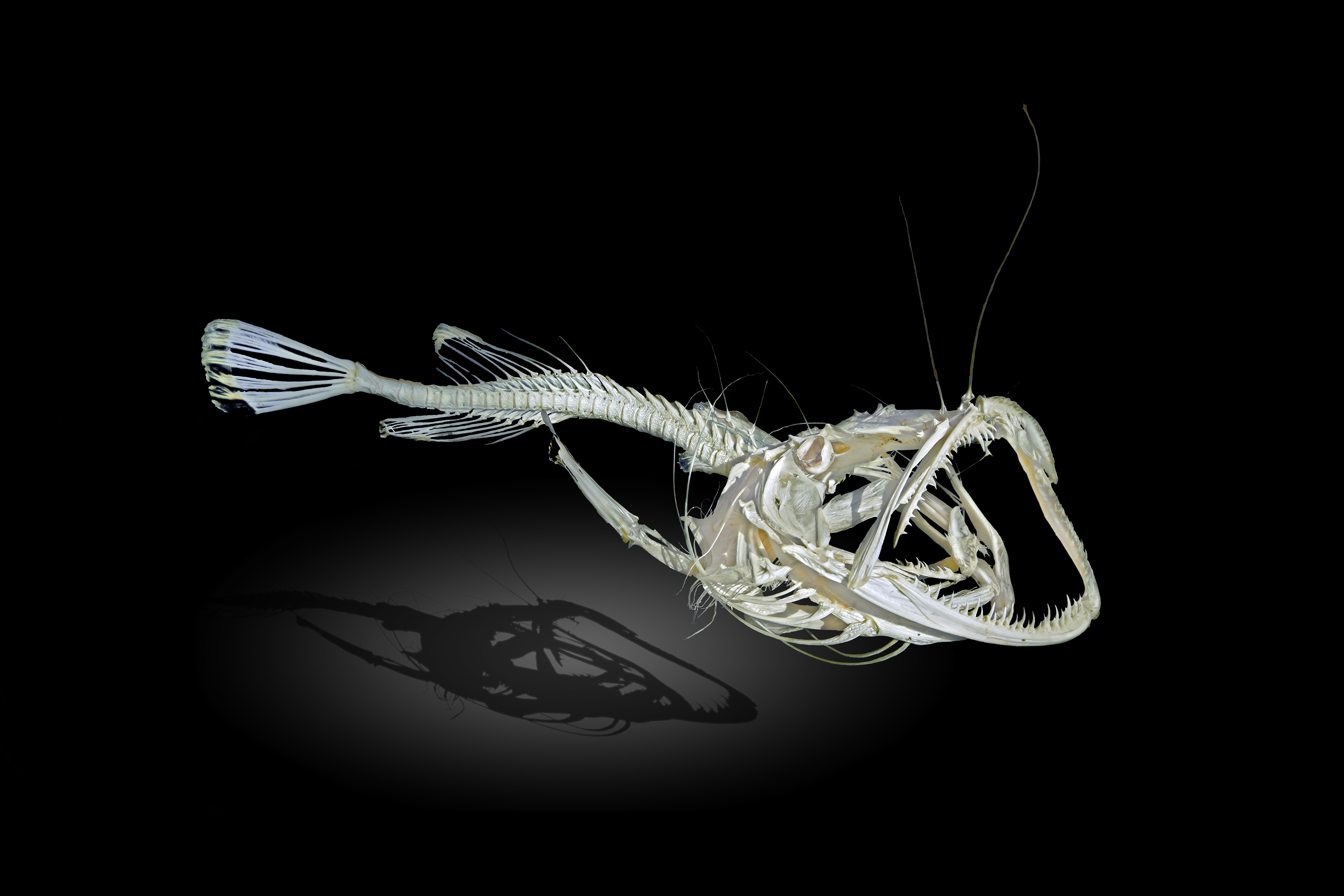
Squelette Muséum de Toulouse

### Les nageoires

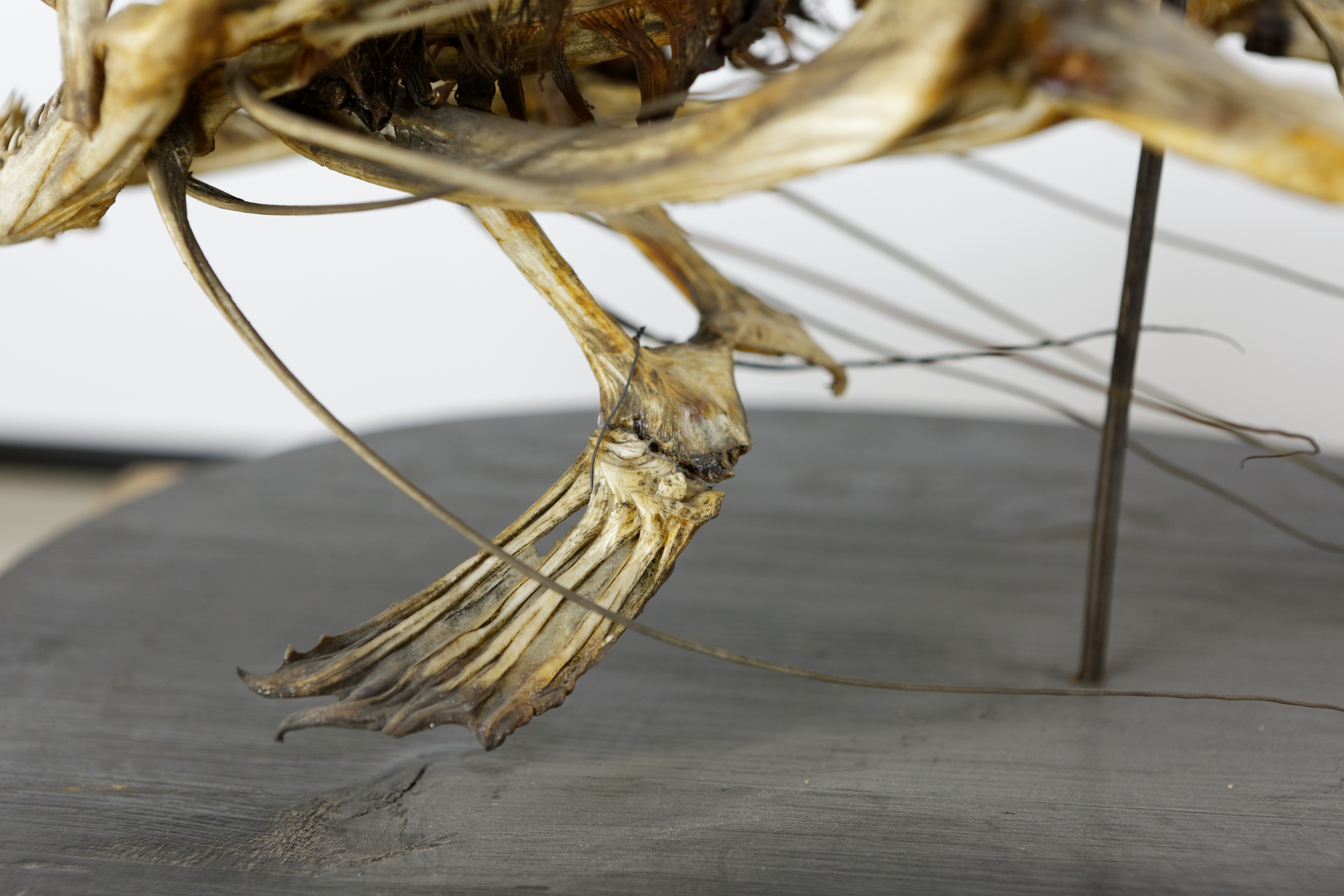
Nageoires pelviennes - UPMC
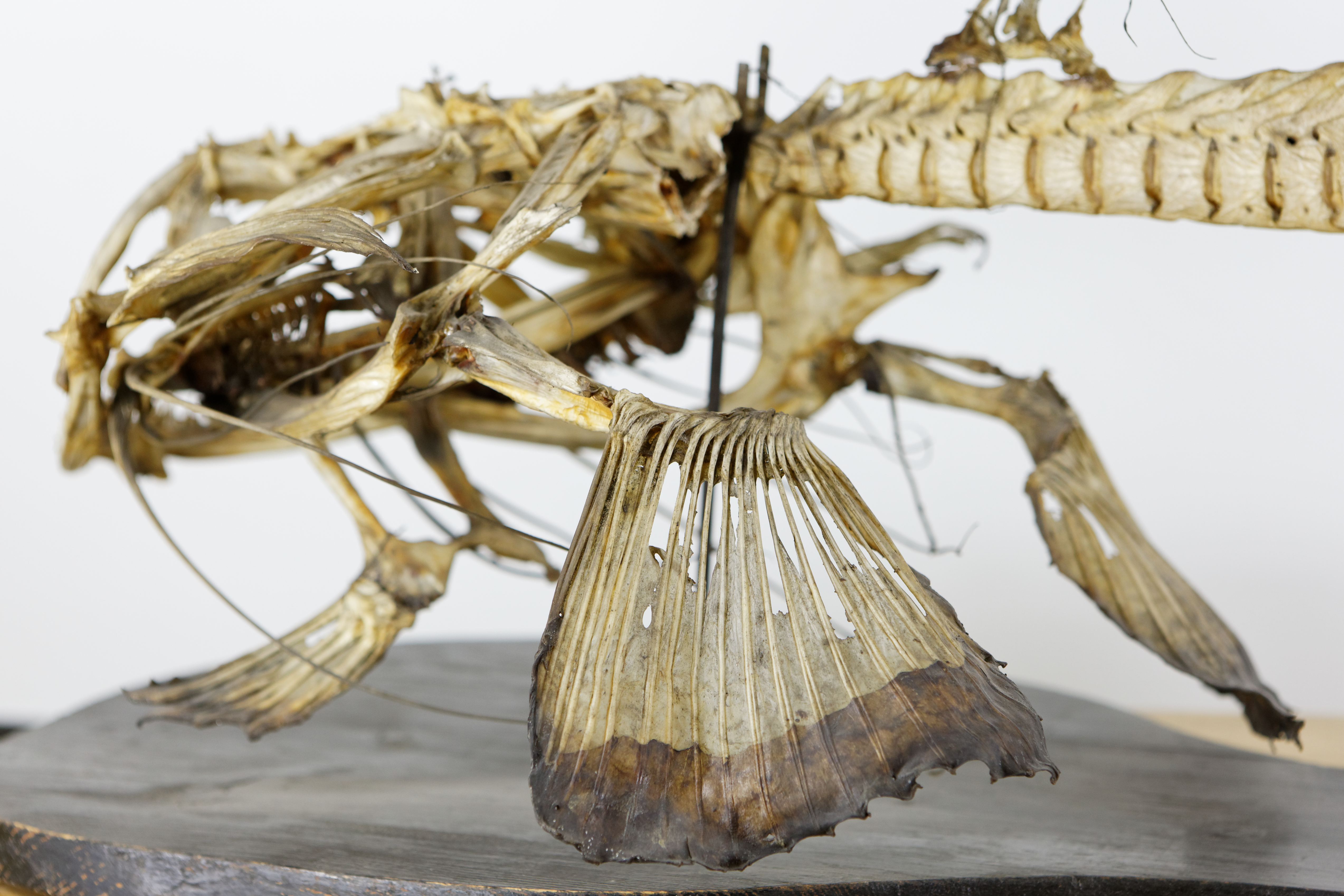
Nageoires pectorales - UPMC

#### Nageoires pectorales
Ses nageoires pectorales sont longues, larges, horizontales et musclées. Elles lui servent pour se mouvoir sur les fonds et pour s’enfoncer dans la vase ou le sable mais pas pour nager avec aisance. La baudroie n’est pas bonne nageuse; elle se déplace peu. Vu la largeur importante et disproportionnée de sa tête et malgré la longueur des nageoires pectorales, ces dernières donnent l’impression d’être deux pattes trapues et palmées.

#### Nageoires dorsales
Une fois camouflée dans le sable ou la vase, la baudroie commune chasse à l’affût d’une façon bien particulière à l’aide d’un filament pêcheur. La première nageoire dorsale est très modifiée. Elle est constituée par six rayons épineux dont les trois premiers sont entièrement libres. Le premier rayon de cette première nageoire dorsale est donc une longue épine libre, mais aussi très mobile et pourvue à son extrémité d’un lambeau de peau faisant office d’appât pour attirer les proies. C’est ce rayon muni d’un leurre charnu qu'on appelle « filament pêcheur ».

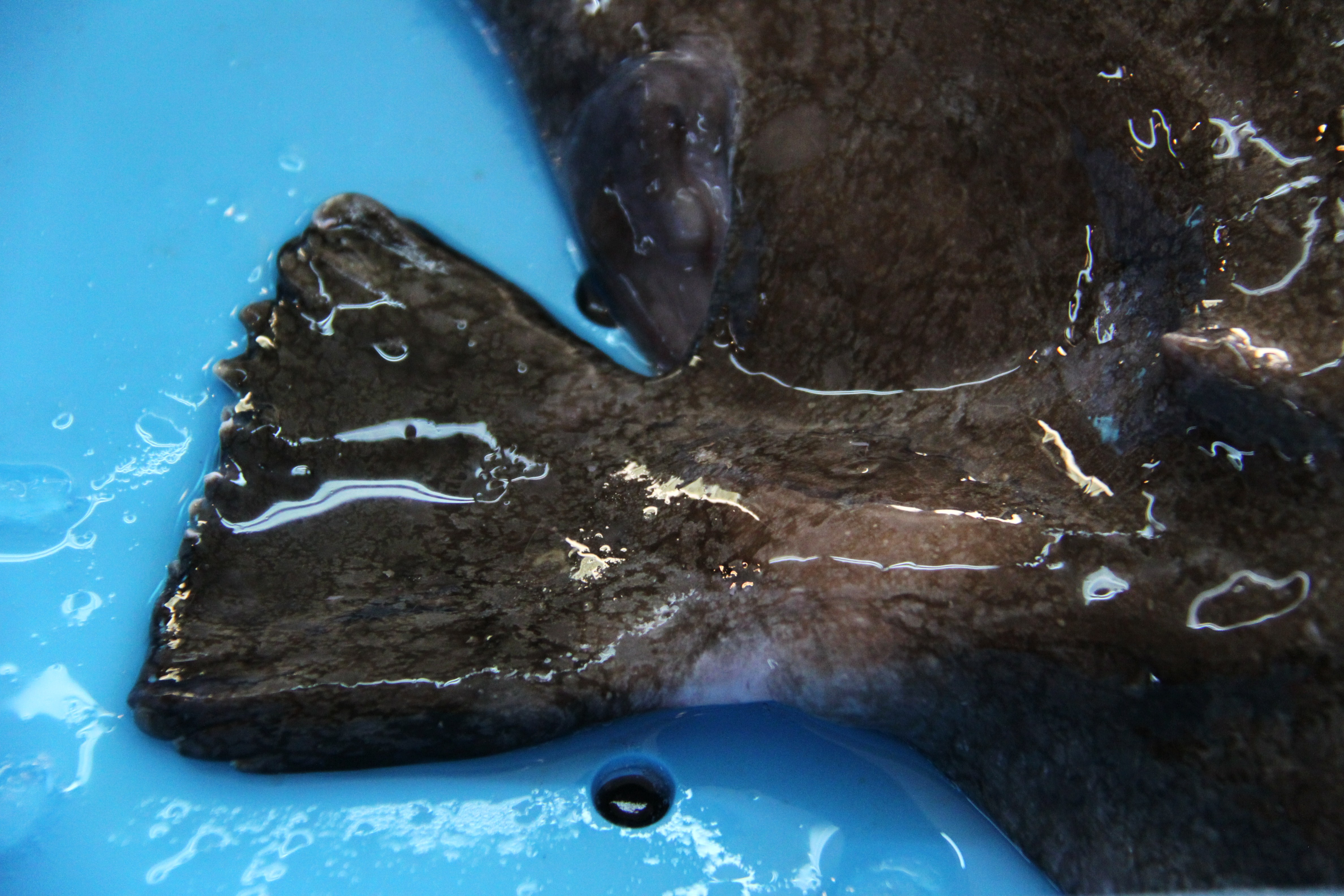
Nageoire pectorale
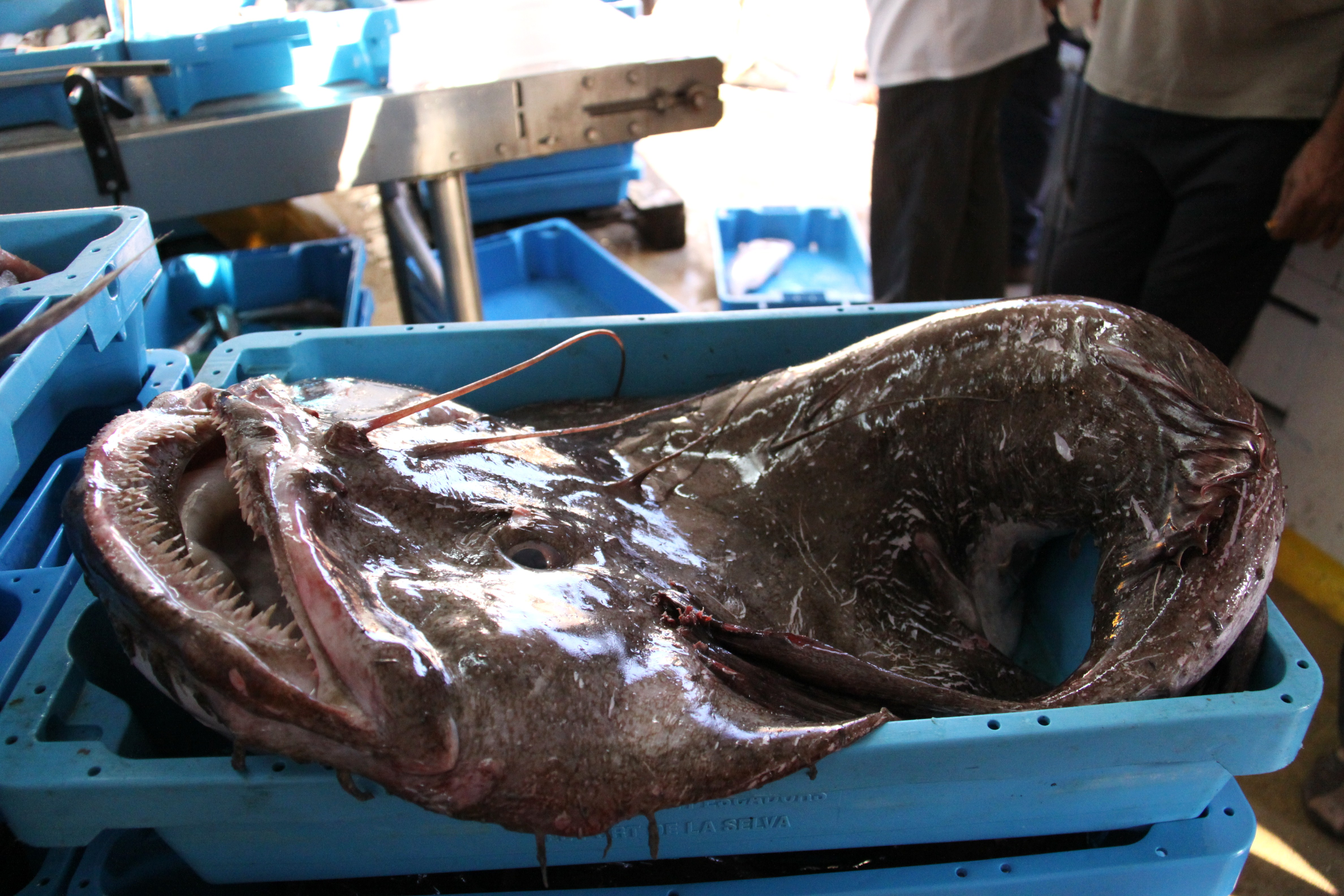
Première nageoire dorsale de la baudroie commune avec filament pêcheur

## Distribution, habitat
L'espèce est présente dans l'est de l'Atlantique, du sud-ouest de la mer de Barents jusqu'au détroit de Gibraltar, en mer Méditerranée et en mer Noire. Elle est également observée sur les côtes islandaises et au large de la Mauritanie. Les spécimens de l'Atlantique Nord sont généralement plus grands que ceux pêchés au large de l'Afrique et sont présents à des profondeurs plus importantes.
La baudroie peuple les fonds de sable, de graviers ou de vase, de 20 à 1 000 m de profondeur.

## Mode de vie
C’est un poisson de fond surtout nocturne qui est essentiellement piscivore. Il s'enfouit dans le sable ou la vase et attend ses proies plutôt que de les chasser. La baudroie commune agite un appendice luminescent juste au-dessus de sa bouche pour capturer ses proies. Dès qu'un poisson s'en approche, il est aspiré avant que la bouche, tapissée de nombreuses dents pointues, ne se referme comme un piège.
La baudroie n'atteint sa maturité sexuelle qu'à 6 ou 7 ans pour les mâles, mesurant alors 60 cm et 9 ou 11 ans pour les femelles. Elles pondraient jusqu’à 3 millions d’œufs sous forme d’un ruban muqueux.

## Pêche et gastronomie

### Pêche
La baudroie est un poisson statique qui vit sur le fond. Une fois confondue au sol, elle utilise ce « filament pêcheur » (situé au-dessus de sa gigantesque gueule) en lui faisant effectuer des mouvements d'avant en arrière et vice versa. Les poissonnets attirés par cet étrange appendice qui dépasse du fond marin et qui s'agite s'en approchent. La baudroie ouvre alors la gueule, et l'aspiration d'eau créée suffit à attirer les poissons droit dans la gueule béante. Il suffit d'un appât ou d'un leurre, qui passe au-dessus de la baudroie, pour qu'elle l'attrape et qu'elle se fasse elle-même pêcher.
Sa densité de peuplement est insuffisante pour la rechercher spécifiquement. Sa capture demeure occasionnelle.
La baudroie se pêche généralement au chalut ou à la ligne. Toutes espèces confondues, environ 60 000 tonnes de baudroies sont capturées annuellement par la flotte européenne depuis les années 1980, essentiellement par le Royaume-Uni, la France et l'Espagne.
La réglementation européenne impose un poids minimum de prise de 500 g par poisson entier, ce qui correspondrait à une queue de lotte inférieure à 30 cm.

## Classement et préservation
Greenpeace a placé la baudroie sur sa liste rouge et recommande d'en cesser la consommation jusqu'à ce que sa survie soit assurée. En effet il s'agit d'une espèce à la croissance lente et parvenant tardivement à l’âge adulte, vulnérable face à la surexploitation,. Les méthodes de pêche utilisées sont dans le collimateur des écologistes, surtout le chalut de fond, qui dévaste le plancher océanique et entraîne tout un cortège de prises involontaires. Autre problème : le poisson, très prisé des gourmets, n'est pas soumis à des tailles minimales de capture et de nombreuses baudroies, parfois de la taille de la main, sont décimées. Seuls des filets à grandes mailles permettent une meilleure sélection.
L’UICN a classé l’espèce en 2013 au niveau minimal de menace

### Gastronomie
La baudroie est un poisson prisé pour sa chair très fine. Son foie, ses joues et sa queue sont des mets particulièrement recherchés. Sur les étals des poissonniers, l'animal est rarement présenté entier car la tête de baudroie n'est pas esthétique et peut faire peur. On ne présente que sa queue peau enlevée sous la dénomination de lotte. Sa chair, quasiment sans arêtes, est souvent comparée à celle de la langouste et reste ferme à la cuisson.
La bourride de baudroie dite aussi baudroie en bourride ou baudroie à la sétoise est un plat incontournable de la gastronomie de la ville de Sète. On la prépare dans toutes les familles de gourmets et elle est proposée dans les bons restaurants de la région de l'étang de Thau.

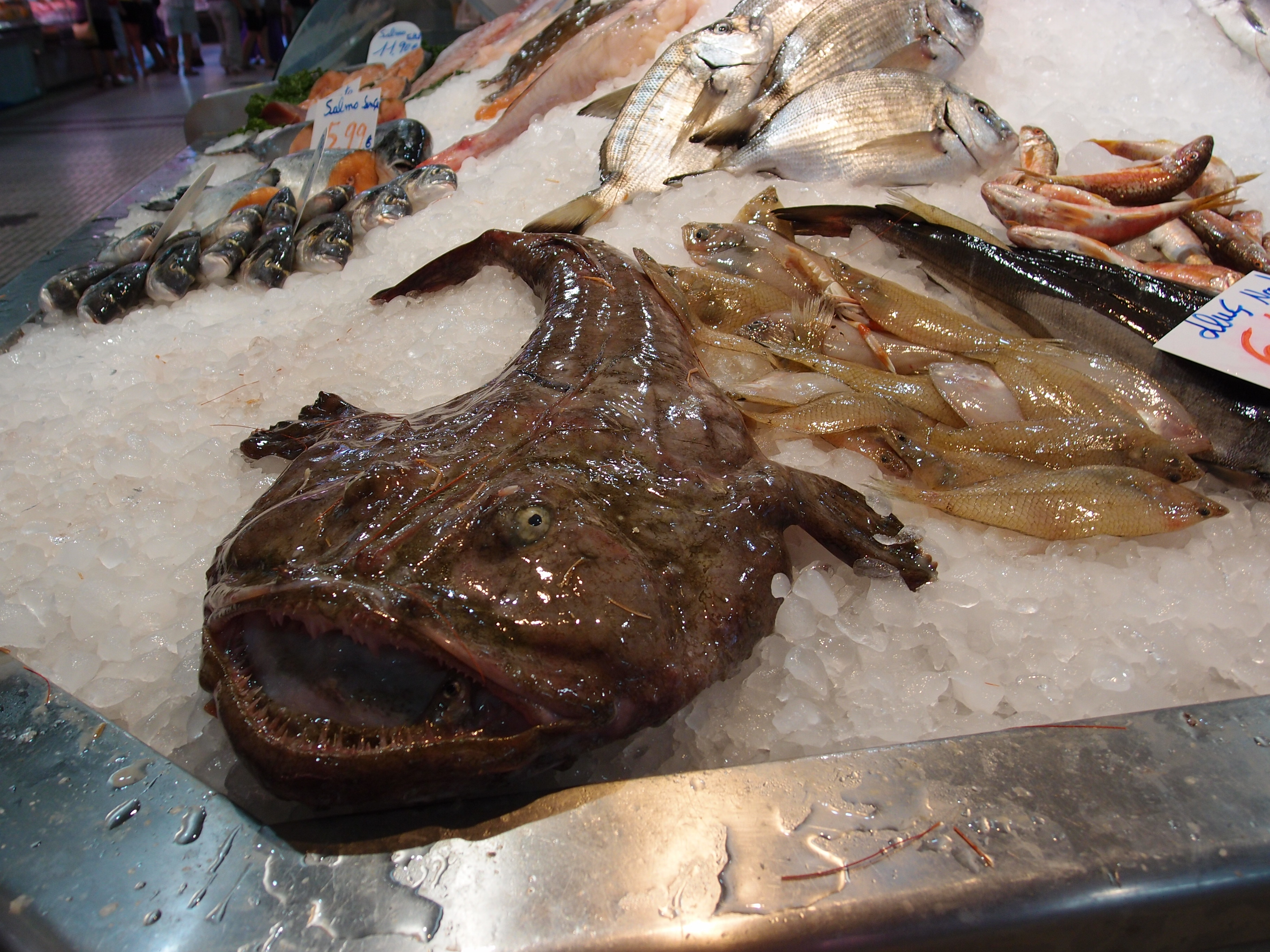
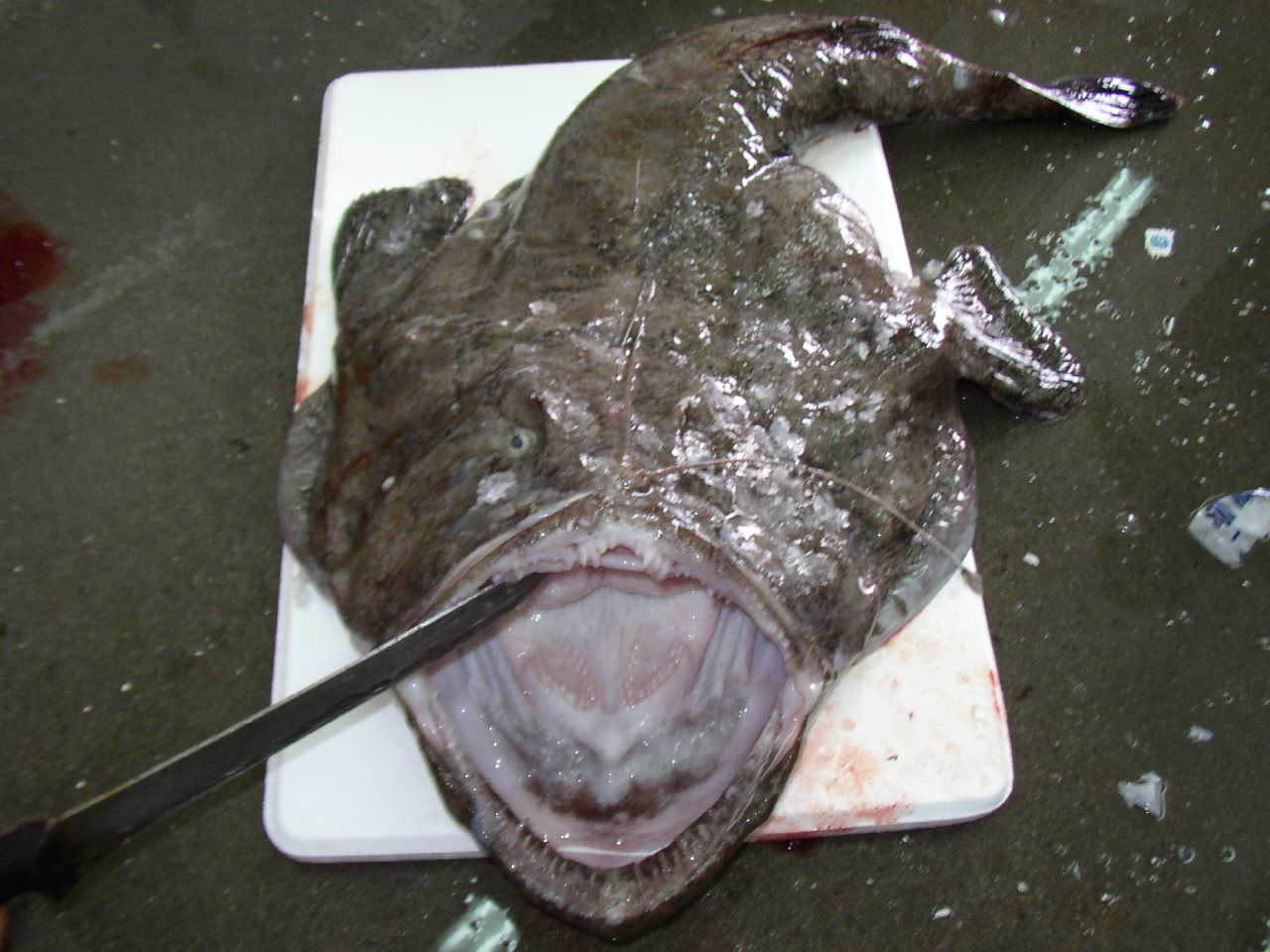